# Los Palacios y Villafranca
Los Palacios y Villafranca ist eine Stadt in der Provinz Sevilla in Spanien mit 38.757 Einwohnern (Stand: 2024).

## Einwohnerzahlen
| 1842  | 1877  | 1887  | 1897  | 1900  | 1910  | 1920  | 1930  | 1940   |
| 3.787 | 4.747 | 5.270 | 5.174 | 5.414 | 6.447 | 7.163 | 8.096 | 10.151 |

| 1950   | 1960   | 1970   | 1980   | 1990   | 2000   | 2010   | 2020   |
| 11.163 | 12.924 | 18.495 | 24.349 | 29.522 | 33.045 | 37.720 | 38.698 |

## Lage
Los Palacios y Villafranca liegt südlich von Dos Hermanas und westlich von Utrera. In der Nähe befindet sich der Canal del Bajo Guadalquivir

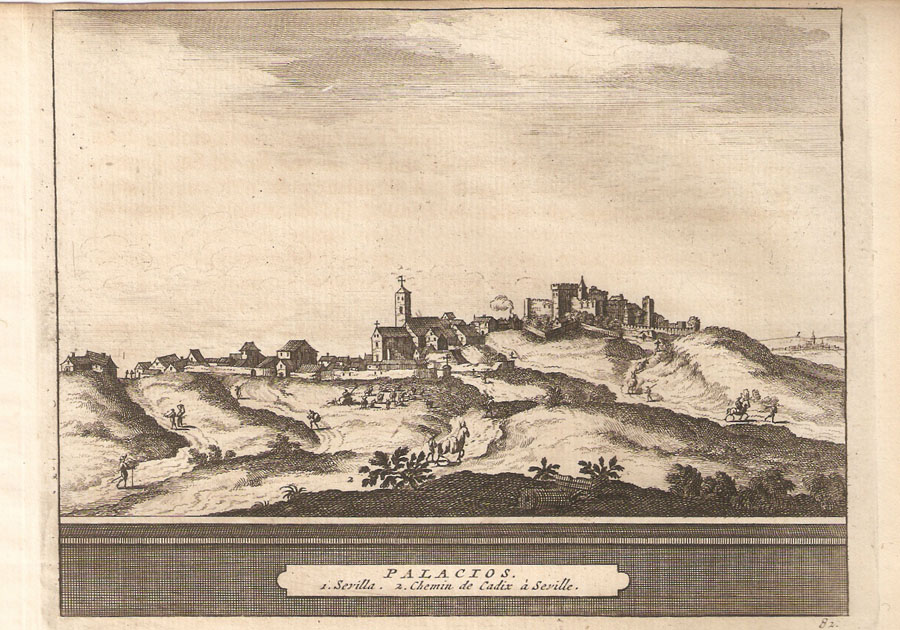
Los Palacios (1715)

## Söhne und Töchter der Stadt
- Jesús Navas (* 1985), Fußballspieler
- Fabián (* 1996), Fußballspieler
- Gavi (* 2004), Fußballspieler
- María Valle (* 2004), Fußballspielerin